# Karlovarský kraj (1948–1960)
Karlovarský kraj byl správní celek v Československu, který existoval v letech 1948–1960. Jeho centrem bylo město Karlovy Vary. Ve srovnání s moderním Karlovarským krajem byl o něco větší, měl rozlohu 4 579 km².

## Historický vývoj
Vznikl v západních Čechách dne 24. prosince 1948 na základě zákona o krajském zřízení, podle kterého bylo k 31. prosinci 1948 zrušeno zemské zřízení. Krajský národní výbor byl zřízen k 1. lednu 1949.
Kraj byl zrušen zákonem o územním členění státu, přičemž se téměř celé jeho území sloučilo s Plzeňský krajem do kraje Západočeského a jen malá východní část byla připojena do Severočeského kraje. V současné době je území někdejšího Karlovarského kraje rozděleno mezi kraje Karlovarský (většina území), Plzeňský (malé jižní části) a Ústecký (malé východní části).

## Geografie
Na východě sousedil s krajem Ústeckým a Pražským, na jihu s Plzeňským.

## Administrativní členění
Kraj se členil na 10 okresů: Aš, Cheb, Jáchymov, Kadaň, Karlovy Vary, Kraslice, Mariánské Lázně, Podbořany, Sokolov a Toužim.